# Campeonato Dinamarquês de Futebol de 2019–20 – Primeira Divisão
A Superligaen do Campeonato Dinamarquês de Futebol de 2019–20, também conhecida como Superliga Dinamarquesa de Futebol de 2019–20 e oficialmente como 3F Superliga de 2019–20 por motivos de patrocínio, é a trigésima temporada da principal divisão do futebol dinamarquês. O torneio é organizado pela Divisionsforeningen, entidade independente dos clubes e ligada à Associação Dinamarquesa de Futebol (em dinamarquês: Dansk Boldspil Union, sigla: DBU) e conta com a participação de catorze times. A temporada começou em 12 de julho de 2019 e tem conclusão marcada para maio de 2020. O atual defensor do título é o FC Copenhague (ou FC Copenhaga).

## Regulamento

### Sistema de disputa
A Superligaen é constituída por catorze equipes e começa com a disputa da fase classificatória (temporada regular), onde os times jogam entre si em dois turnos – em casa e fora – num total de 26 jogos para cada um. O sistema adotado é o de pontos corridos, onde as equipes recebem 3 pontos por vitória, 1 por empate e nenhum em caso de derrota. Ao final das 26 rodadas, a liga é dividida em dois minitorneios (grupo do campeonato e grupo do rebaixamento) de acordo com as posições dos clubes, onde um luta pelo título (6 primeiros colocados) e o outro contra o rebaixamento (oito últimos colocados). Em ambos, o sistema adotado continua sendo o de todos contra todos em jogos de turno e returno (mandante e visitante) e as equipes também levam os resultados obtidos na fase classificatória.

### Vagas em outras competições
As três equipes melhores colocadas ao final do grupo do campeonato ganham o direito de disputar competições europeias da UEFA na temporada de 2020–21. O campeão ganha uma vaga na segunda pré-eliminatória da Liga dos Campeões, o vice-campeão uma na terceira pré-eliminatória Liga Europa e o terceiro colocado disputará uma vaga na primeira pré-eliminatória da Liga Europa.

## Participantes

### Promovidos e rebaixados da temporada de 2018–19
O Vejle Boldklub perdeu seu play-off para evitar o rebaixamento na temporada de 2018–19 e caiu para a 1st Division (atual segunda divisão dinamarquesa; antiga primeira divisão) de 2019–20 junto com o Vendsyssel FF, que também perdeu o seu play-off contra o rebaixamento. As equipes rebaixadas foram substituídas pelo Silkeborg IF, campeão da 1st Division de 2018–19, que retornou após um ano de ausência, e pelo Lyngby Boldklub, vencedor do play-off de acesso, que também retornar após uma temporada de ausência.

### Informações dos clubes
| Clube        | Cidade     | Estádio (mando)        | Capacidade | Em 2018–19 | Título(s)           | Ref.         |
| ------------ | ---------- | ---------------------- | ---------- | ---------- | ------------------- | ------------ |
| AaB          | Aalborg    | Aalborg Portland Park  | 13 800     | 9º lugar   | 4 (último em 2014)  | [ 4 ] [ 5 ]  |
| AGF          | Aarhus     | Ceres Park             | 19 433     | 8º lugar   | 5 (último em 1986)  | [ 5 ] [ 6 ]  |
| Brøndby      | Brøndby    | Brøndby Stadion        | 29 000     | 4º lugar   | 10 (último em 2005) | [ 5 ] [ 7 ]  |
| Copenhague   | Copenhague | Telia Parken           | 38 009     | 1º lugar   | 13 (último em 2019) | [ 5 ] [ 8 ]  |
| Esbjerg      | Esbjerg    | Blue Water Arena       | 17 161     | 3º lugar   | 5 (último em 1979)  | [ 5 ] [ 9 ]  |
| Hobro        | Hobro      | DS Arena               | 10 700     | 13º lugar  | 0 (nenhum)          | [ 5 ] [ 10 ] |
| Horsens      | Horsens    | CASA Arena Horsens     | 10 495     | 11º lugar  | 0 (nenhum)          | [ 5 ] [ 11 ] |
| Lyngby       | Lyngby     | Lyngby Stadion         | 10 000     | Promovido  | 2 (último em 1992)  | [ 5 ] [ 12 ] |
| Midtjylland  | Herning    | MCH Arena              | 11 809     | 2º lugar   | 2 (último em 2018)  | [ 5 ] [ 13 ] |
| Nordsjælland | Farum      | Right to Dream Park    | 10 300     | 6º lugar   | 1 (em 2012)         | [ 5 ] [ 14 ] |
| OB           | Odense     | Nature Energy Park     | 15 761     | 5º lugar   | 3 (último em 1989)  | [ 5 ] [ 15 ] |
| Randers      | Randers    | BioNutria Park Randers | 10 300     | 7º lugar   | 0 (nenhum)          | [ 5 ] [ 16 ] |
| Silkeborg    | Silkeborg  | JYSK Park              | 10 000     | Promovido  | 1 (em 1994)         | [ 5 ] [ 17 ] |
| SønderjyskE  | Haderslev  | Sydbank Park           | 10 000     | 10º lugar  | 0 (nenhum)          | [ 5 ] [ 18 ] |

### Clubes por região (antigos condados)
| Total | Região             | Clube(s)                                       |
| ----- | ------------------ | ---------------------------------------------- |
| 5     | Jutlândia Central  | AGF, Horsens, Midtjylland, Randers e Silkeborg |
| 4     | Capital            | Brøndby, Copenhague, Lyngby e Nordsjælland     |
| 3     | Dinamarca do Sul   | Esbjerg, OB e SønderjyskE                      |
| 2     | Jutlândia do Norte | AaB e Hobro                                    |

## Fase classificatória

### Classificação
| Pos | Equipe          | Pts | J  | V  | E  | D  | GP | GC | SG  | Classificação                                  |
| --- | --------------- | --- | -- | -- | -- | -- | -- | -- | --- | ---------------------------------------------- |
| 1   | Midtjylland (Q) | 62  | 24 | 20 | 2  | 2  | 41 | 13 | +28 | Classificados para o hexagonal pelo título     |
| 2   | Copenhague (Q)  | 50  | 24 | 16 | 2  | 6  | 41 | 27 | +14 | Classificados para o hexagonal pelo título     |
| 3   | AGF             | 40  | 23 | 12 | 4  | 7  | 37 | 25 | +12 | Classificados para o hexagonal pelo título     |
| 4   | Brøndby         | 39  | 24 | 12 | 3  | 9  | 44 | 34 | +10 | Classificados para o hexagonal pelo título     |
| 5   | Nordsjælland    | 38  | 24 | 11 | 5  | 8  | 46 | 34 | +12 | Classificados para o hexagonal pelo título     |
| 6   | AaB             | 37  | 24 | 11 | 4  | 9  | 41 | 29 | +12 | Classificados para o hexagonal pelo título     |
| 7   | Randers         | 34  | 23 | 10 | 4  | 9  | 37 | 31 | +6  | Classificados para o octogonal do rebaixamento |
| 8   | Lyngby          | 31  | 24 | 9  | 4  | 11 | 28 | 39 | −11 | Classificados para o octogonal do rebaixamento |
| 9   | OB (Q)          | 30  | 24 | 8  | 6  | 10 | 31 | 28 | +3  | Classificados para o octogonal do rebaixamento |
| 10  | Horsens (Q)     | 28  | 24 | 8  | 4  | 12 | 21 | 42 | −21 | Classificados para o octogonal do rebaixamento |
| 11  | SønderjyskE (Q) | 26  | 24 | 6  | 8  | 10 | 29 | 41 | −12 | Classificados para o octogonal do rebaixamento |
| 12  | Hobro (Q)       | 19  | 24 | 2  | 13 | 9  | 22 | 33 | −11 | Classificados para o octogonal do rebaixamento |
| 13  | Esbjerg (Q)     | 17  | 24 | 4  | 5  | 15 | 20 | 40 | −20 | Classificados para o octogonal do rebaixamento |
| 14  | Silkeborg (Q)   | 15  | 24 | 3  | 6  | 15 | 29 | 51 | −22 | Classificados para o octogonal do rebaixamento |

### Resultados
| Mandante \ Visitante | AAB | AGF | BRO | COP | ESB | HOB | HOR | LYN | MID | NOR | ODE | RAN | SIL | SON |
| -------------------- | --- | --- | --- | --- | --- | --- | --- | --- | --- | --- | --- | --- | --- | --- |
| AaB                  | —   | 2–3 | 3–2 | 1–0 | 4–0 | 1–1 | 4–0 | 3–0 | 0–1 | 1–3 | 1–0 | 0–3 | 3–1 | 1–1 |
| Aarhus               | 3–0 | —   | 2–1 | 1–2 | 1–0 | 0–0 | 2–0 | 1–1 | 0–1 | 3–1 | 1–0 | 1–1 | 3–4 | 4–2 |
| Brøndby              | 2–1 | 0–3 | —   | 3–1 | 2–1 | 1–1 | 1–2 | 1–0 | 1–2 | 4–2 | 3–2 | 5–2 | 3–0 | 1–0 |
| Copenhague           | 3–2 | 2–1 | 2–1 | —   | 3–1 | 2–1 | 0–1 | 2–0 | 0–0 | 3–1 | 2–1 | 2–1 | 4–2 | 3–0 |
| Esbjerg              | 1–1 | 1–2 | 3–1 | 1–0 | —   | 1–1 | 1–1 | 1–0 | 1–2 | 1–2 | 0–1 | 0–3 | 2–2 | 1–2 |
| Hobro                | 0–2 | 1–1 | 0–2 | 2–1 | 1–1 | —   | 0–0 | 3–2 | 0–2 | 2–2 | 0–0 | 2–2 | 1–1 | 1–1 |
| Horsens              | 0–5 | 1–2 | 2–2 | 0–2 | 1–1 | 1–0 | —   | 2–1 | 0–2 | 0–3 | 2–1 | 1–2 | 2–1 | 2–1 |
| Lyngby               | 2–0 | 2–1 | 0–3 | 1–4 | 2–0 | 2–1 | 2–1 | —   | 0–3 | 1–1 | 4–3 | 2–0 | 1–0 | 0–3 |
| Midtjylland          | 1–0 | 1–3 | 1–0 | 4–1 | 1–0 | 1–1 | 0–1 | 2–0 | —   | 2–1 | 0–1 | 2–1 | 2–1 | 3–0 |
| Nordsjælland         | 2–1 | 0–1 | 2–2 | 0–1 | 2–0 | 2–1 | 6–0 | 1–1 | 0–1 | —   | 2–0 | 3–0 | 2–2 | 2–1 |
| OB                   | 0–0 | 1–2 | 0–2 | 2–3 | 3–1 | 2–1 | 3–0 | 4–1 | 1–2 | 3–1 | —   | 1–0 | 1–1 | 0–0 |
| Randers              | 3–3 | 2–0 | 2–2 | 0–1 | 3–0 | 0–1 | 2–1 | 2–1 | 0–2 | 3–1 | 0–0 | —   | 2–0 | 3–0 |
| Silkeborg            | 0–2 | 2–1 | 0–1 | 1–1 | 1–2 | 2–3 | 0–3 | 2–3 | 1–2 | 0–2 | 0–3 | 2–1 | —   | 3–3 |
| SønderjyskE          | 1–3 | 0–0 | 2–1 | 1–2 | 2–1 | 3–1 | 0–0 | 2–2 | 0–2 | 1–4 | 1–1 | 2–1 | 2–2 | —   |

## Estatísticas da temporada

### Artilheiros
- Atualizado até 17 de dezembro de 2019.[20]

| Pos. | Jogador            | Clube        | Gols |
| ---- | ------------------ | ------------ | ---- |
| 1    | Kamil Wilczek      | Brøndby      | 17   |
| 2    | Ronnie Schwartz    | Silkeborg    | 12   |
| 3    | Bashkim Kadrii     | OB           | 10   |
| 4    | Pieros Sotiriou    | Copenhague   | 9    |
| 5    | Dame N'Doye        | Copenhague   | 8    |
| 5    | Sander Svendsen    | OB           | 8    |
| 5    | Saba Lobzhanidze   | Randers      | 8    |
| 5    | Patrick Mortensen  | AGF          | 8    |
| 5    | Mustapha Bundu     | AGF          | 8    |
| 5    | Dominik Kaiser     | Brøndby      | 8    |
| 11   | Mohammed Kudus     | Nordsjælland | 7    |
| 11   | Mikkel Kaufmann    | AaB          | 7    |
| 11   | Christian Jakobsen | SønderjyskE  | 7    |

Fonte: Superliga (em dinamarquês)